# 2. Floorball-Bundesliga 2013/14
Die 2. Floorball-Bundesliga 2013/14 ist die zehnte Spielzeit der zweithöchsten deutschen Spielklasse im Floorball der Männer.

## Teilnehmende Mannschaften

### Teilnehmer Staffel Süd-Ost
- USV Halle Saalebiber
- Floorball Tigers Magdeburg
- SC DHfK Leipzig
- Black Lions Landsberg
- ESV Ingolstadt
- United Lakers Konstanz
- MFBC Leipzig II (Aufsteiger)
- BAT Berlin II (Aufsteiger)

### Teilnehmer Staffel Nord-West
- TV Eiche Horn Bremen (Absteiger)
- SSF Dragons Bonn (Staffelsieger)
- Dümptener Füchse
- SV Floorball Butzbach 04
- TSV Neuwittenbek
- Westfälischer Floorball Club aus Münster
- SG Mittelnkirchen/Stade
- BW Schenefeld (Aufsteiger)
- Frankfurt Falcons (Aufsteiger)

## Tabellen

### Staffel Süd-Ost
| Pl. | Verein                     | Sp. | S  | U | N  | SDS | SDN | Tore    | Diff. | Pkt. |
| --- | -------------------------- | --- | -- | - | -- | --- | --- | ------- | ----- | ---- |
| 1.  | SC DHfK Leipzig            | 14  | 12 | 0 | 01 | 1   | 0   | 121:500 | +71   | 38   |
| 2.  | USV Halle Saalebiber       | 14  | 11 | 0 | 02 | 1   | 0   | 121:560 | +65   | 35   |
| 3.  | MFBC Leipzig II (N)        | 14  | 09 | 0 | 03 | 0   | 2   | 86:54   | +32   | 29   |
| 4.  | Floorball Tigers Magdeburg | 14  | 08 | 0 | 06 | 0   | 0   | 64:71   | −07   | 24   |
| 5.  | United Lakers Konstanz     | 14  | 04 | 0 | 09 | 1   | 0   | 63:90   | −27   | 14   |
| 6.  | Black Lions Landsberg      | 14  | 04 | 0 | 10 | 0   | 0   | 54:94   | −40   | 12   |
| 7.  | ESV Ingolstadt             | 14  | 03 | 0 | 10 | 0   | 1   | 065:108 | −43   | 10   |
| 8.  | BAT Berlin II (N)          | 14  | 01 | 0 | 11 | 1   | 1   | 42:93   | −51   | 06   |

| Legende                             |
| ----------------------------------- |
| Teilnahme an den Play-offs          |
| Teilnahme an der Abstiegsrelegation |
| Abstieg in die Regionalliga         |
| (S) Staffelsieger                   |
| (A) Absteiger                       |
| (N) Aufsteiger                      |

### Staffel Nord-West
| Pl. | Verein                         | Sp. | S  | U | N  | SDS | SDN | Tore    | Diff. | Pkt. |
| --- | ------------------------------ | --- | -- | - | -- | --- | --- | ------- | ----- | ---- |
| 1.  | SSF Dragons Bonn               | 16  | 14 | 0 | 01 | 1   | 0   | 128:670 | +61   | 44   |
| 2.  | TV Eiche Horn Bremen (A)       | 16  | 11 | 0 | 04 | 1   | 0   | 92:61   | +31   | 35   |
| 3.  | SG Mittelnkirchen/Stade 1      | 16  | 09 | 0 | 05 | 2   | 0   | 94:88   | +06   | 31   |
| 4.  | Dümptener Füchse               | 16  | 08 | 0 | 05 | 0   | 3   | 81:68   | +13   | 27   |
| 5.  | BW Schenefeld (N)              | 16  | 07 | 0 | 08 | 0   | 1   | 92:79   | +13   | 22   |
| 6.  | SV Floorball Butzbach 04       | 16  | 06 | 0 | 09 | 1   | 1   | 73:92   | +13   | 22   |
| 7.  | TSV Neuwittenbek 1             | 16  | 05 | 0 | 11 | 0   | 0   | 074:110 | −36   | 15   |
| 8.  | Frankfurt Falcons (N) 1        | 16  | 0  | 0 | 11 | 2   | 0   | 073:101 | −28   | 13   |
| 9.  | Westfälischer Floorball Club 1 | 16  | 01 | 0 | 14 | 0   | 1   | 062:123 | −61   | 04   |

| Legende                             |
| ----------------------------------- |
| Teilnahme an den Play-offs          |
| Teilnahme an der Abstiegsrelegation |
| Abstieg in die Regionalliga         |
| (A) Absteiger                       |
| (N) Aufsteiger                      |

## Play-offs

### Halbfinale
|                      | Gesamt |                  | Spiel 1 | Spiel 2 | (Spiel 3) |
| -------------------- | ------ | ---------------- | ------- | ------- | --------- |
| Dümptener Füchse     | 2:1    | SC DHfK Leipzig  | 6:5     | 5:6     | 4:3 n. V. |
| USV Halle Saalebiber | 0:2    | SSF Dragons Bonn | 4:6     | 2:10    |           |

### Finale
|                  | Gesamt |                  | Spiel 1 | Spiel 2 | (Spiel 3) |
| ---------------- | ------ | ---------------- | ------- | ------- | --------- |
| SSF Dragons Bonn | 2:0    | Dümptener Füchse | 5:4     | 7:0     |           |

Somit sind SSF Dragons Bonn in die 1. Bundesliga aufgestiegen.

## Aufstiegsrelegation
|                         | Gesamt |                      | Spiel 1 | Spiel 2 | (Spiel 3) |
| ----------------------- | ------ | -------------------- | ------- | ------- | --------- |
| Floor Fighters Chemnitz | 2:0    | USV Halle Saalebiber | 8:4     | 12:3    |           |

Somit blieben die Floor Fighters Chemnitz in der 1. FBL.

## Abstiegsrelegation

### Süd/Ost
Modus nicht bekannt. Der ESV Ingolstadt stieg ab, der USV TU Dresden auf.

### Nord/West
Es gab kein aufstiegswilliges Team aus den Nord/West Regionalligen.